# Vivek Maddala
Vivek Maddala (Rochester, 17 de agosto de 1973) é um compositor duas vezes vencedor do Emmy que se concentra em escrever músicas para longas-metragens, produções de teatro, dança e televisão. Ele é conhecido por compor trilhas musicais para filmes independentes como Kaboom, Highway e American Revolutionary: The Evolution of Grace Lee Boggs, além de restaurações de filmes mudos para a Turner Classic Movies, incluindo uma trilha de 90 minutos para o filme Greta Garbo A Senhora Misteriosa (2002). Além disso, Maddala escreve, produz e atua como multi-instrumentista com vários artistas. Ele é bolsista do Sundance Lab para composição de filmes e teve sua estreia nos festivais de Cannes, Toronto, Berlim e Sundance. Maddala recebeu três indicações ao Emmy diurno, com duas vitórias, na categoria "Direção e composição musical de destaque". 

## Vida pessoal
Vivek Maddala é filho do economista Gangadharrao Soundalyarao "G. S." Maddala. Começou a tocar aos 3 anos de idade e depois estudou performance de jazz no Berklee College of Music. Ele se formou em engenharia elétrica no Instituto de Tecnologia da Geórgia e fez estudos de pós-graduação na Universidade de Washington. 

## Prêmios
- Grande vencedor do concurso Young Film Composers.[6]
- Bolsa de Pontuação de Filme ASCAP.[7]
- Álbum de Trilha Sonora do JPFolks do Ano por The Patsy [8]
- Medalhas de ouro no Festival de Cinema de Park City para laranjas selvagens, transformaram nosso deserto em fogo e gafanhoto.[9]
- Bolsa de Condução em IMC.[10]
- Conselho de 2010 de jovens destacados em engenharia.[11]
- 2014 Hollywood Music in Media Awards (indicação), Melhor trilha sonora - Documentário.[12]
- Daytime Emmy Awards de 2017 (nomeação), Direção e Composição Musical de Destaque.[13]
- Daytime Emmy Awards de 2018 (vitória), Direção e composição musical destacada.[4]
- Prêmio Annie 2019 (nomeação), Conquista excelente para a música em uma produção de televisão / transmissão animada.[14]
- Diurno Emmy Awards de 2019 (vitória), Direção e composição musical destacada.[15]